# Havré
Havré is een dorp in de Belgische provincie Henegouwen, en een deelgemeente van de Waalse stad Bergen. Ghislage. Havré was een zelfstandige gemeente tot aan de gemeentelijke herindeling van 1977.

## Bezienswaardigheden
- Het Kasteel van Havré werd, na verwoesting, in 1603 herbouwd. Het is een omgracht waterkasteel.
- De Sint-Martinuskerk (Église Saint-Martin) heeft een gotisch koor van 1569. De kerk werd herbouwd in 1603-1604 en verder gewijzigd in de 18e eeuw.
- De kapel van de voormalige priorij van Saint-Antoine-en-Barbefosse, in gotische stijl.
- De Onze-Lieve-Vrouwekapel (Chapelle Notre-Dame), gesticht in 1305.
- De Onze-Lieve-Vrouw-van-Goede Wilkapel (Chapelle Notre-Dame du Bon-Vouloir) is een renaissancekapel van 1625. Het is een bedevaartkapel en diverse hooggeplaatsten hebben deze kapel in de 17e eeuw bezocht.
- De Sint-Jacobskapel (Chapelle Saint-Jacques) werd in 1212 gesticht door Boudewijn van Lobbes in het gehucht Petit-Havré.

## Natuur en landschap
De deelgemeente wordt ten noorden van het dorpscentrum doorsneden door het Centrumkanaal en de Hene. Ten noorden van het kanaal ligt nog het dorpje Ghislage. De Hene wordt gevoed door de Wanze. Bij Havré liggen de bossen Bois du Rapois en Bois d'Havré van 250 ha. Bij Havré ligt een mijnterril van 104 meter hoog. De hoogte aan de kerk bedraagt 48 meter.

## Economie
In 1784 begon de steenkoolwinning die toen echter niet winstgevend was. Vanaf 1865 ontwikkelde de steenkoolwinning zich. In 1961 sloot de laatste mijn. Tussen 1885 en 1910 werd ook zand en fosfaathoudend krijt gewonnen

## Demografische ontwikkeling
- Bronnen:NIS, Opm:1831 tot en met 1970=volkstellingen

## Afbeeldingen

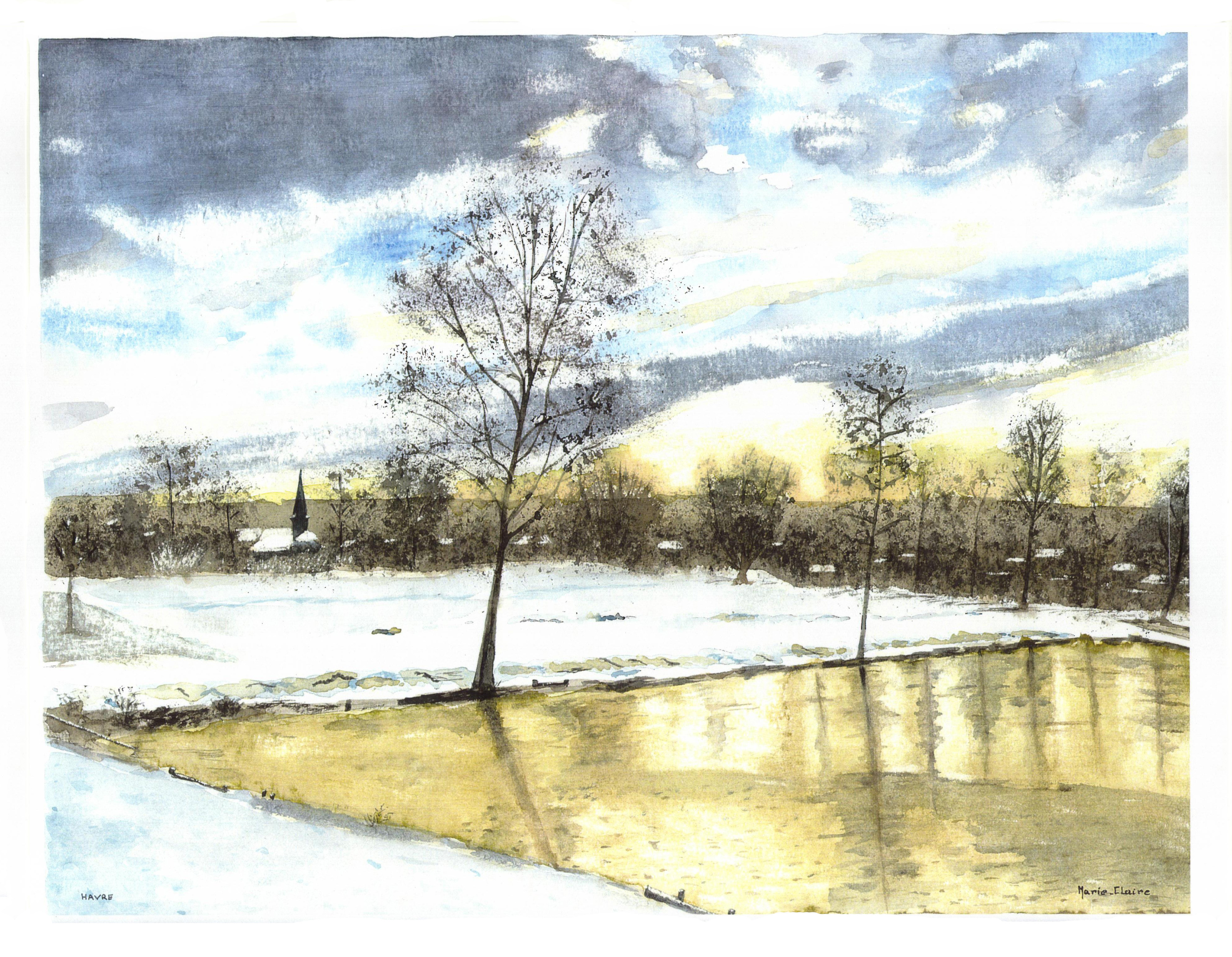
De vijver van het Kasteel van Havré
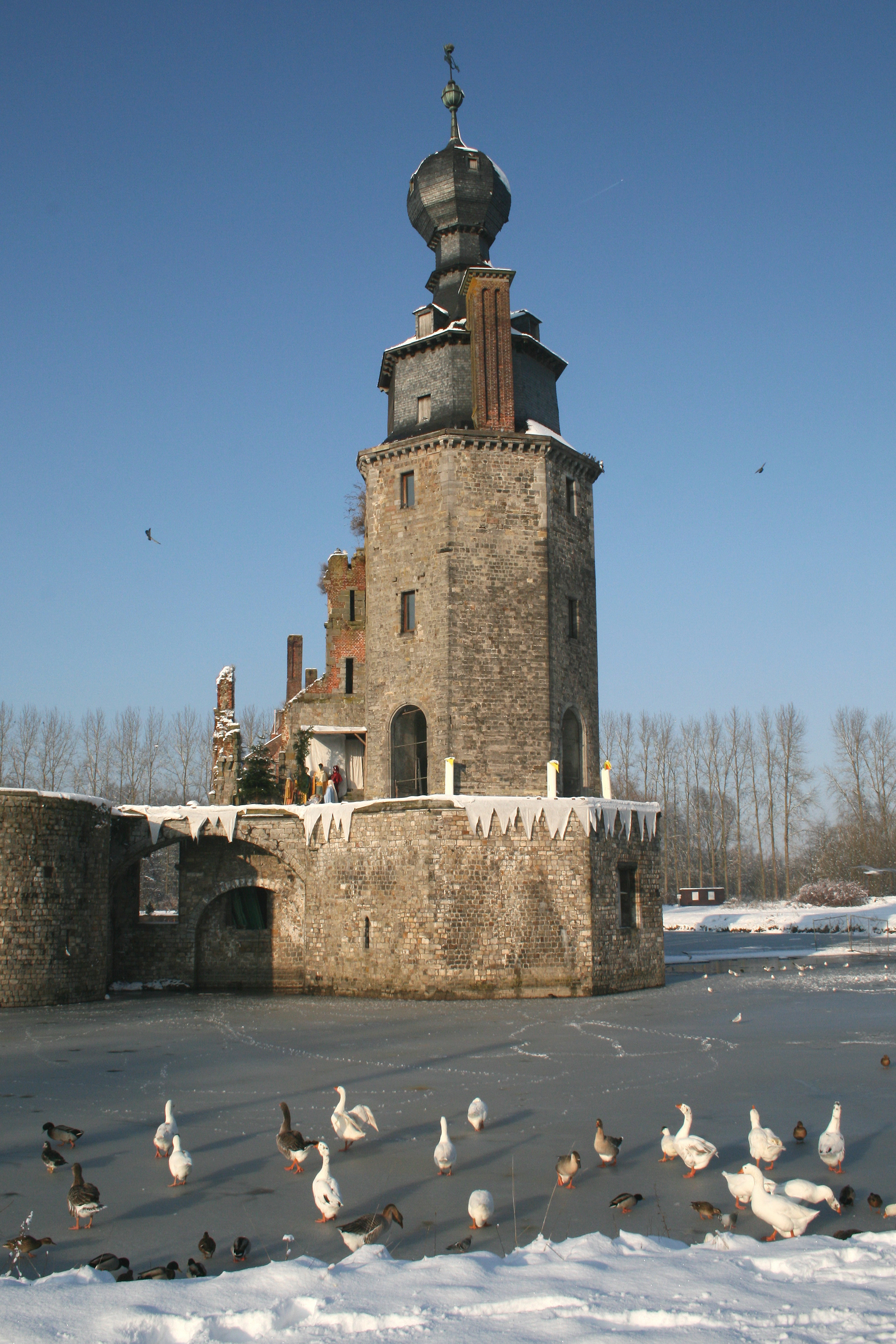
Het kasteel van Havré.
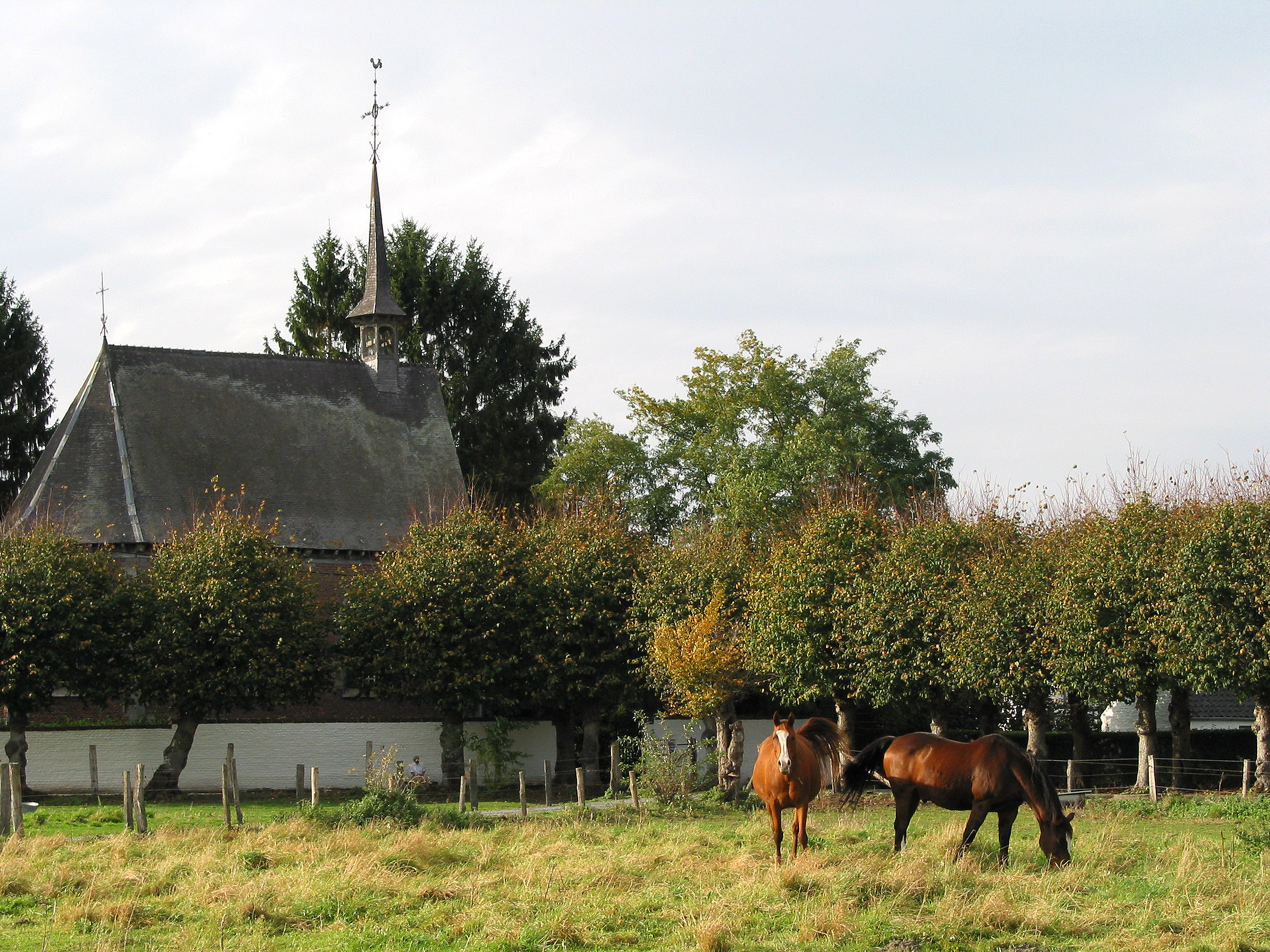
Kapel van "Bon Vouloir" (17e eeuw).
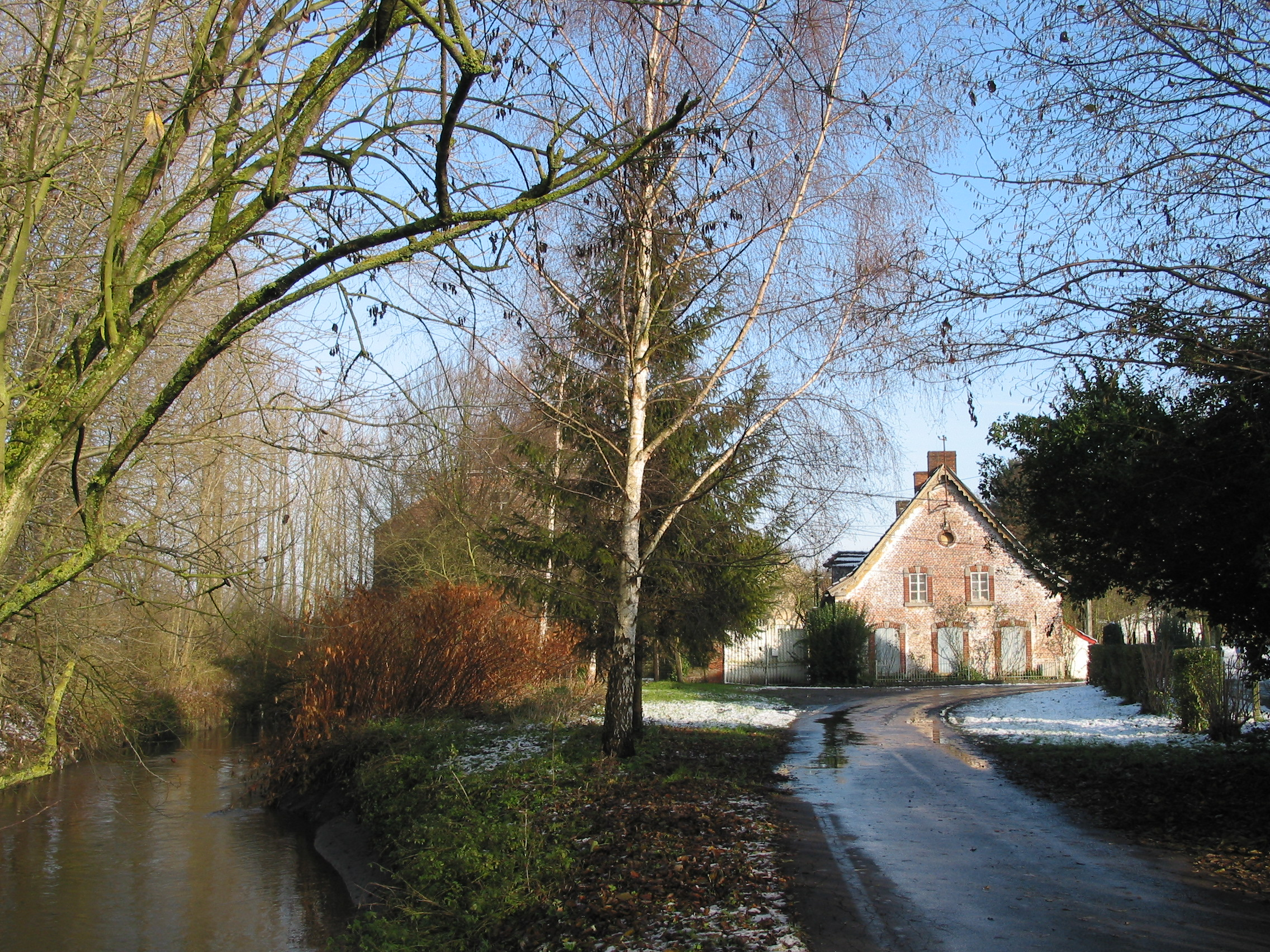
Oude molen (19e eeuw).
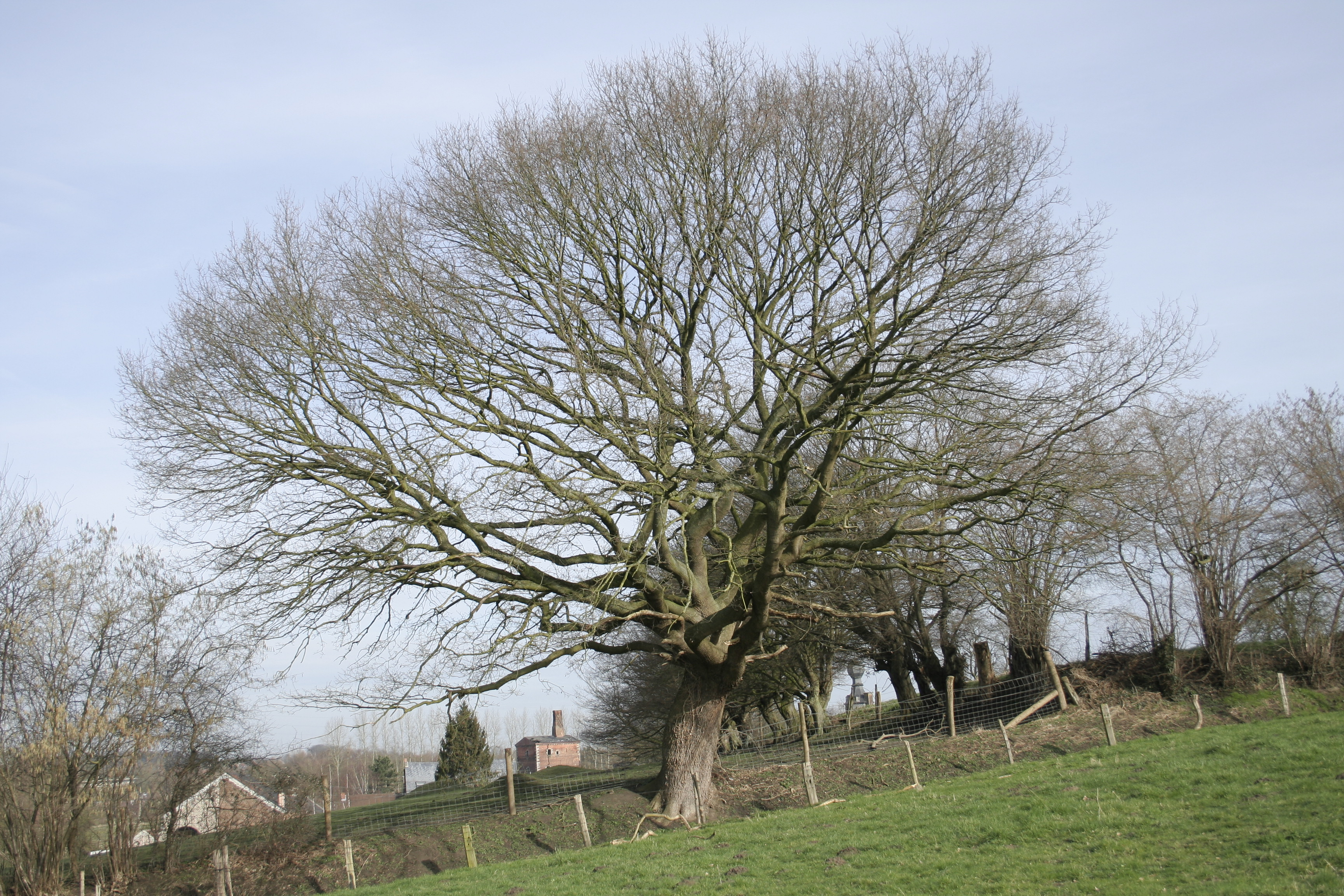
Oude Eik.
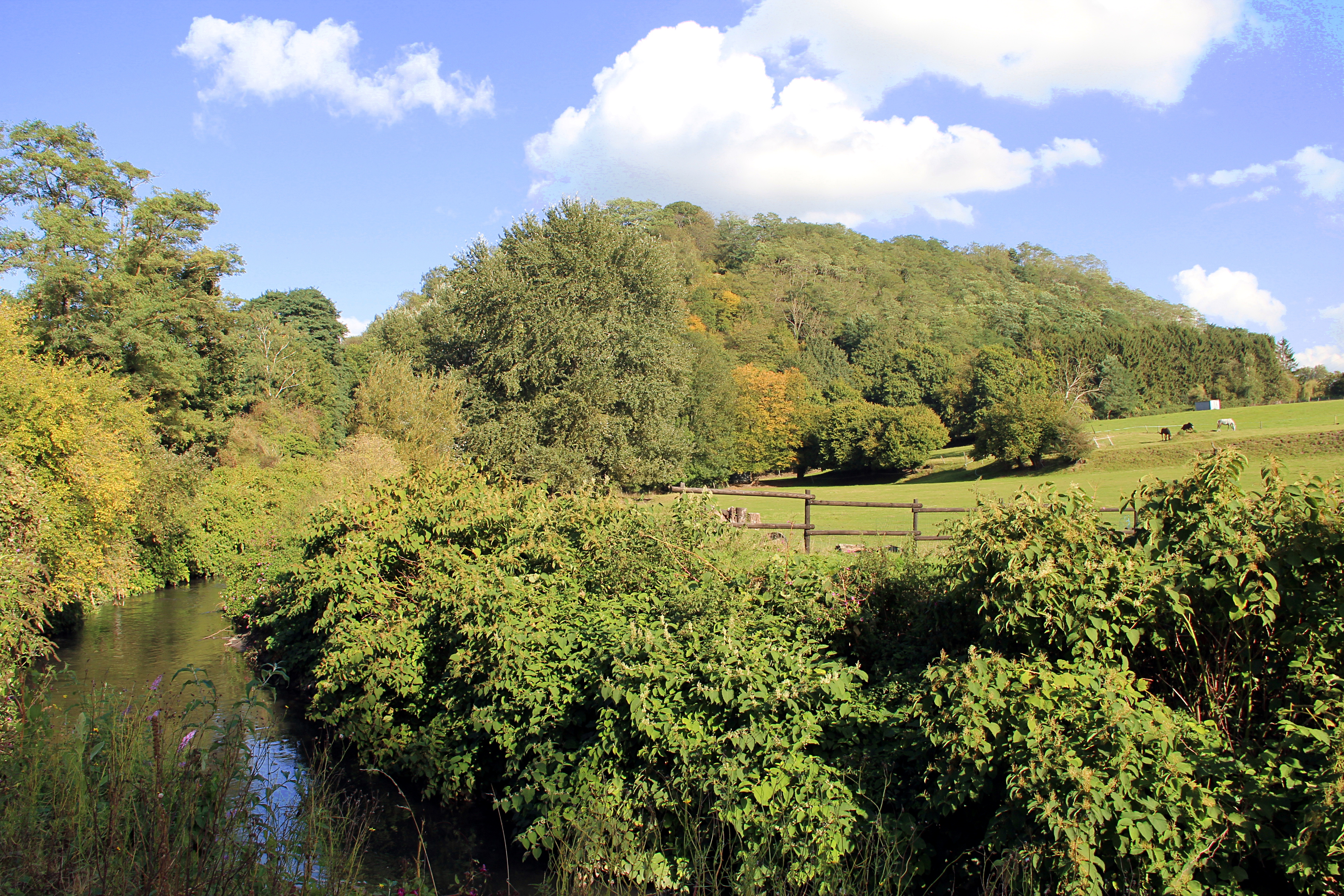
Terril N° 1 (steenberg Nr 1).

## Bekende figuren
- Léon Fiévez, Belgische koloniale bewindvoerder en massamoordenaar.

## Nabijgelegen kernen
Boussoit, Villers-Saint-Ghislain, Saint-Symphorien, Bergen, Ghislage